# Кристен Стюарт
Кристен Джеймс Стюарт (на английски: Kristen Jaymes Stewart) е американска актриса. Позната е най-добре от ролята си на Бела Суон от филмовата поредица Здрач. Тя е лице на модните марки Chanel и Balenciaga.
Кристен започва кариерата си през 1999, след като играе във филма Паник стая заедно с Джуди Фостър. Участвала е в редица филми като Speak, Zathura, Into The Wild, Adventureland, The Runaways, Snow White and the Huntsman, On the Road, Camp X-Ray, Still Alice и Equals.
Стюарт е обявена за най-високо платената актриса през 2010 с печалба от 28.5 милиона долара. През 2011 тя оглавява класацията „Най-добрите актьори в Холивуд“. Обявена е и за най-високо платената актриса през 2012 с печалба от 34.5 милиона долара. Кристен печели наградата „Изгряваща звезда“ на BAFTA през 2010 и става първата американска актриса, която е спечелила наградата „Цезар“, когато спечели наградата за най-добра женска поддържаща роля през 2015 за участието си във филма Clouds of Sils Maria.
На 8 февруари 2022 г. Стюарт е номинирана за „Оскар“ за „Най-добра актриса“ за ролята на Принцеса Даяна във филма „Спенсър“ (2021), правейки я една от първите открито ЛГБТ актриси с номинация за „Оскар“.

## Ранен живот
Кристен е родена в Лос Анджелис, Калифорния. Баща ѝ, Джон Стюарт, е помощник-режисьор и продуцент в телевизия FOX. Майка ѝ, Джулс Ман Стюарт, която е редактор на сценарии, е от Австралия. Има по-голям брат – Камерън Стюарт и двама осиновени братя – Тейлър и Дана. Посещава училище до седми клас, след което минава на домашно обучение.

## Личен живот
Кристен живее в Лос Анджелис. В интервю от 2008 за списание Vanity Fair, Стюарт разкрива, че има връзка с Майкъл Ангарано, екраният ѝ партньор от филма Speak.
След срещата им на снимачната площадка на Здрач през 2008, Стюарт започва нова връзка с актьора Робърт Патинсън. За близо четири години двамата не потвърждават официално връзката си, но появилите се папарашки снимки провокират медиите и феновете. В интервю за списание GQ, на въпроса защо отказва да говори за своята връзка, въпреки очевидните доказателства, Стюарт казва: „Да, знам, че това е... Толкова голяма част от живота ми е в гугъл. Хората си казват – хайде де, очевидно е.“ и добавя "Аз съм егоист. Казвам, „Това си е мое!“ И искам да го запазя за себе си. Това е малка, забавна игра. Винаги съм си казвала, че това е начинът и няма друг. Гарантирам ви, че когато ѝ да се омъжа или имам бебе, всички ще искат да разберат името му, а аз ще го крия с години.". Стюарт призна официално за връзката си с Патинсън през юли 2012, когато Us Weekly публикува интимни снимки на Стюарт и режисьора на Снежанка и ловецът – Рупърт Сандърс. В деня, в който снимките станаха публично достояние, Стюарт се извини публично на Патинсън. В интервю през 2014 Патинсън потвърди, че с Кристен са се разделили.
Според слуховете, че Кристен се среща с жена, през август 2015 тя казва: „Ако се чувствате сякаш наистина искате да определите себе си и имате възможност да артикулирате тези параметри и да ги определите, тогава го направете. Но аз съм актриса, човече. Аз живея в скапана неяснота в живота и ми харесва. Не чувствам, че за мен е вярно „Показвам се“. Не, аз върша работа. Докато не реша, че започвам фондация или че имам някаква перспектива и становище, за които другите хора да разберат... Няма да кажа. Аз съм просто дете, което прави филми.“

## Кариера

### 1999 – 2003: Начало на кариерата
Тъй като цялото ѝ семейство работи зад камерата, Стюарт първоначално е искала да стане сценарист или режисьор, но никога не е обмисляла актьорска кариера. „Никога не съм искала да съм център на вниманието. Не беше като – „Искам да съм известна, искам да съм актьор“. Не съм се увличала от актьорството, но тренирах да давам автографи, защото обичам химикалки. Пишех името си навсякъде.“.
Актьорската кариера на Стюарт започва, когато тя е на 8 години и филмов агент вижда изпълнението ѝ в училищна пиеса. След година прослушвания, получава първата си роля без реплики във филма на Disney Channel – The Thirteenth Year. След това получава друга малка роля във филма Семейство Флинстоун в Лас Вегас. Получава първата си истинска роля във филма The Safety of Objects през 2001, където играе ролята на Патриша Кларксън. Играе във филма „Паник стая“ заедно с Джуди Фостър. Тя е номинирана за наградата „Млада актриса“ заради представлението си.
След успеха на Паник стая тя бързо бива наета да играе дъщерята на Денис Куейд и Шарън Стоун в Cold Creek Manor през 2003. Тя е номинирана за „Поддържаща женска роля от млада актриса“ заради представлението си.

### 2004 – 2007: Пробивът
Първата главна роля на Кристен е на 14-годишна възраст в комедията Catch That Kid през 2004. Същата година получава ролята на Лила в трилъра Undertow. Стюарт се снима във филма Speak, който е базиран по романа със същото име. Кристен изиграва първокурсничката, Мелинда Сордино, която след като е била изнасилена, спира да говори. Играта ѝ е с голямо обществено одобрение, като списание New York Times казва: „Госпожица Стюарт създаде убедителен характер, пълен с болка и смут.“. През 2005 играе ролята на Лиса в приключенския филм Затура. Филмът получи добри отзиви, но медиите не обърнаха много голямо внимание на играта на Стюарт. Следващата година играе Мая в Fierce People. След този филм получава главната роля на Джес Соломон в свръхестествения трилър The Messengers.
Стюарт играе тийнейджърката Луси Хардуик в Land of Women през 2007. Филмът получава смесени отзиви. Същата година има малка роля в драмата Into the Wild на режисьора Шон Пен. За ролята си Кристен получава смесени отзиви. Докато Salon.com счита работата ѝ за „здраво, чувствително представление“, а Chicago Tribune отбеляза, че се е справила „ярко добре с ролята си“, критиката на Variety‍ казва: „Не е ясно дали Стюарт играе хипи мацката Трейси или просто зрителите сами стигат до това.“. Кристен играе във филмите Jumper и What Just Happened през 2008. Участваше и в два филма, които получиха положителни отзиви.

### 2008 – 2012: Международният успех и Здрач
На 16 ноември 2007 Summit Entertainment обяви, че Стюарт ще играе главната роля на Изабела „Бела“ Суон във филма Здрач, базиран по бестселъра на Стефани Майер със същото име. Тя играе заедно с Робърт Патинсън, който е в ролята на Едуард Кълън. Филмът започва снимките през февруари 2008 и завърши през май 2008. Премиерата в страната е на 21 ноември 2008. Играта на Кристен получи смесени отзиви. Някои я описват като „идеалният избор“, а други я критикуват заради това, че е „дървена“ и липсва разнообразие в изражението на лицето ѝ, което те описват като „празно“.
Тя получи похвали заради ролята си в Adventureland през 2009. Джеймс Берардинели казва: „Стюарт е повече от просто привлекателна в тази роля – тя прави героинята си напълно реализирана жена.“. Кенет Туран казва, че Стюарт е била „красива, загадъчна и много опитна“, а Джеймс Рочи казва: „Уязвимостта и мощността на Стюарт са един хубав ефект.“. Кристен се появява в продължението Здрач: Новолуние. Джордан Минцер нарече актрисата „сърцето и душата на филма“. Манола Дарджис от New York Times казва, че Стюарт се е справила прекрасно, но Били Гуудиконц заявява: „Стюарт е огромно разочарование... Тя направо изсмуква енергията от филма.“ Тя играе отново в Здрач: Затъмнение.
На 82-те годишни награди на Академията през 2010 Кристен и друга звезда от Здрач – Тейлър Лаутнър присъстват, за да почетат филмите на ужасите. През 2009 Стюарт се снима в The Yellow Handkerchief, Welcome to the Rileys и The Runaways. Тя получава много похвали за играта си. Metro Times пише: „Оказва се, че Стюарт всъщност е наистина добра в улавянето на леда. Добавяйки необходими щрихи на уязвимост, тя превръща представлението си в страхотно. Тя е истинска рок звезда тук.“. New York Times отбелязва: „Госпожица Стюарт бдително и непретенциозно дава на филма гръбнак и душа.“.
Премиерата на първата част на Здрач: Зазоряване е на 18 ноември 2011. Въпреки че филмът получи отрицателни отзиви, Кристен беше похвалена за играта си. Гейбриъл Чонг нарича представянето на актрисата „хипнотизиращо“ и заяви, че „тя прави всяка емоция на Бела да се усеща“. Дан Конис нарича ролята на Кристен „красиво подценена“. Някои критици казаха, че липсва химия между Стюарт и Патинсън и заявиха, че отношенията им са като „фарс“ на екрана.
Стюарт участваше и във втората част на Здрач: Зазоряване, който приключи снимки през ноември 2012. Въпреки смесените отзиви, филмът получи 830 милиона долара, превръщайки се в 40-ия най-печеливш филм в света и най-продаваният филм от поредицата Здрач. Филмът притежава 48% лош рейтинг, основан на 174 мнения, които гласят „Това е най-приятната част от Здрач, но това не е достатъчно, за да направи частта достойна за гледана от зрителите.“.
На 6 декември 2011 Кристен е на първо място в списъка „Най-добрите актьори в Холивуд“. На 13 януари 2012 тя е обявена за лице на неназован парфюм на Balenciaga; през юни името му е „Florabotanica“.
През 2012 Стюарт участва във филма Снежанка и ловецът, където си партнира с Крис Хемсуърт и Чарлийз Терон. Тя печели 12.5 милиона долара за всяка от последните две части на Здрач. Класира се под номер седем в списъка Топ 99 на жените през 2013.

### 2013-настояще
На 11 декември 2013 Кристен е обявена за новото лице на Chanel. Кампанията е заснета от Карл Лагерфелд и е обявена онлайн през май 2014. Balenciaga издаде нов аромат с лицето на Стюарт, което напомня за марката. Премиерата на първия ѝ филм през 2014, Camp X-Ray, беше на филмовия фестивал на 17 януари. Ролята ѝ получи положителни отзиви. Дейвид Руни каза, че това е най-добрата ѝ роля на екрана.
Следващата ѝ поява на екрана е в Clouds of Sils Maria. Премиерата на филма беше на филмовия фестивал в Кан през 2014. Тод Макарти каза, че „обичайно изнервящия стил на Стюарт, който граничи с монотонен, е подценяван“. Петър Дебръдж я похвали като каза, че актрисата е единствената, която може да олицетвори характера на героинята си. Роби Колин също я похвали, казвайки: „Това е Стюарт, която наистина блести. Това е вероятно най-добрата ѝ роля. Тя е изтънчена, познаваема и след това изведнъж става далечна.“.
Стюарт се появи в драмата Still Alice заедно Джулиан Мур. Премиерата на филма е на филмовия фестивал в Торонто през 2014. Играта ѝ получи много похвали от критиката. Петър Травърс я нарече „прекрасно оживена“ и каза: „Дори когато във филма настроенията се сменят, Мур и Стюарт са смешни, жестоки и славни.“.
Кристен участваше в драмата Anesthesia. От април до юни 2014 тя се снима в „Ултра напушен агент“ заедно с Джеси Айзенбърг. Тя ще участва в любовния филм Equals заедно с Никълъс Холт. Снимките се проведоха в Япония и Сингапур от август до септември 2014. През 2015 бе потвърдено, че ще се присъедини към необявен филм на Кели Рейчърд. Беше съобщено и че ще участва в Billy Lynn's Long Halftime Walk. Стюарт ще работи заедно с режисьора на един от предишните си филми в следващия си филм Personal Shopper.
Беше съобщено, че се водят преговори за това Стюарт да се присъедини към неозаглавен проект на Лизи Бордън, режисиран от белгиеца Пийтър Ван Хеес.
На кинофестивала „Сънданс“ през януари 2016 г. е представен късометражният филм „Come Swim“, в който Стюарт дебютира като сценаристка и режисьорка. 

## Филмография

### Като актриса
| Година | Заглавие                                   | Роля                 |
| ------ | ------------------------------------------ | -------------------- |
| 1999   | Тринайсетата година                        | момичето във фонтана |
| 2000   | Флинстоунс във Вива Рок Вегас              | момиче               |
| 2001   | Безопасност на обекти                      | Сам Дженингс         |
| 2002   | Паник стая                                 | Сара Алтман          |
| 2003   | Студеното крайзаливно имение               | Кристен Тилсън       |
| 2004   | Говори                                     | Мелинда Сордино      |
| 2004   | Хванете това хлапе                         | Мади                 |
| 2004   | Подводно течение                           | Лила                 |
| 2005   | Свирепи хора                               | Мая Осбърн           |
| 2005   | Затура                                     | Лиса                 |
| 2007   | Вестоносците                               | Джесика Соломон      |
| 2007   | На женска територия                        | Луси Хардуик         |
| 2007   | Сладки срещи                               | Джорджия Камински    |
| 2007   | Сред дивата природа                        | Трейси Татро         |
| 2007   | Мачете                                     | младият Робин        |
| 2008   | Телепорт                                   | Софи                 |
| 2008   | Тайните на Холивуд                         | Зоуи                 |
| 2008   | Здрач                                      | Изабела „Бела“ Суон  |
| 2009   | Земя на приключенията                      | Емили Левин          |
| 2009   | Здрач: Новолуние                           | Бела Суон            |
| 2010   | Жълтата кърпичка                           | Мартина              |
| 2010   | Рънуейс                                    | Джоан Джет           |
| 2010   | Здрач: Затъмнение                          | Бела Суон            |
| 2010   | Добре дошли при Райли                      | Алисън/Малъри        |
| 2011   | Здрач: Зазоряване – Част 1                 | Бела Суон            |
| 2012   | Снежанка и ловецът                         | Снежанка             |
| 2012   | По пътя                                    | Мерилу               |
| 2012   | Здрач: Зазоряване – Част 2                 | Бела Суон            |
| 2014   | Лагер X-Ray                                | Ейми Кол             |
| 2014   | Облаците на Силс Мария                     | Валънтайн            |
| 2014   | Все още Алис                               | Лидия Хауленд        |
| 2015   | Упойване                                   | Софи                 |
| 2015   | Ултра напушен агент                        | Фийби                |
| 2015   | Равни                                      | Ния                  |
| 2016   | Резултатът от дългата разходка на Били Лин | Катрин Лин           |
| 2016   | Лингвистън                                 | Бет Травис           |
| 2016   | Неозаглавен филм на Ууди Алън              | Тереса               |
| 2016   | Пазарувай                                  | Маурийн              |

### Като сценаристка и режисьорка
| Година | Заглавие  | Дейност                  |
| ------ | --------- | ------------------------ |
| 2016   | Come Swim | сценаристка и режисьорка |